# Hauketo Station
Hauketo Station (Hauketo stasjon) er en norsk jernbanestation på Østfoldbanen i Søndre Nordstrand i udkanten af Oslo. Stationen består af to spor med hver sin sideliggende perron med læskure og en busterminal. Stationen, der kun betjenes af lokaltog, ligger 63,7 m.o.h., 8,68 km fra Oslo S.
Stationen åbnede 15. februar 1925 og havde status af station i nogle år, før den blev nedgraderet til holdeplads. Den var bemandet indtil 29. september 1980 og fik status af trinbræt 10. oktober 1984.